# Hulegu
Hulegu kan (mongolsko Хүлэгу хаан, latinizirano: Hulegu haan, čagatajsko ہلاکو, perzijsko هولاکو خان, kitajsko: 旭烈兀) je bil mongolski vladar in ustanovitelj Ilkanata, ki je v 13. stoletju osvojil večino zahodne Azije, * 15. oktober 1218, † 8. februar 1265.
Bil je sin najmlajšega Džingiskanovega sina Toluja in keraitske princese  Sorgagtani in Arikbekov, Möngke kanov in Kublajkanov brat. S svojo vojsko je zelo razširil jugozahodni del Mongolskega cesarstva. V Perziji je ustanovil Ilkanat, predhodnika Safavidske dinastije in sodobne države Iran. Leta 1258 je oblegal Bagdad, s čimer je uničil veliko središče islamske moči in tako oslabil Damask, da se je središče islamskega vpliva na Bližnjem vzhodu  prestavilo v prestolnico Mameluškega sultanata Kairo. Med  vladavino njegove dinastije so iranski zgodovinarji opustili arabščino in začeli pisati v perzijskem jeziku.

## Ozadje
Hulegu je bil sin Toluja in vplivne keraitske princese Sorgagtani, ki je uspešno usmerjala mongolsko politiko in poskrbela, da so vsi njeni sinovi postali mongolski vladarji. Bila je kristjanka Vzhodne cerkve, ki se pogosto omenja kot nestorijanska. Krščanstvu je bil naklonjen tudi Hulegu. Kristjana sta bila tudi njegova žena Dokuz hatun in njegov najboljši prijatelj in general Kitbuka. On sam je malo pred smrtjo kljub nasprotovanju Dokuz hatun  prestopil v budizem. Njegovo zanimanje za budizem dokazuje postavitev budističnega templja V Koju.
Imel je najmanj tri otroke: Abakana, Tekuderja in Tarakaja. Abakan je leta 1265 kot drugi ilkan nasledil svojega očeta in vladal do leta 1282. Tekuder je kot tretji ilkan vladal od leta 1282 do 1284. Tarakajev sin Bajdu je postal ilkan leta 1295. Perzijski zgodovinar Mirhond, ki je ustvarjal v 15. stoletju, omenja še dva otroka, Hjaksemeta in Tandona. Hjaksemet je bil sprva guverner Armenije in Azerbajdžana, Tandon pa v Diyarbakırja in Iraka.  Sinovi naj bi bili rojeni po naslednjem vrstnem redu: Abaka, Hjaksemet, Tandon, Teguder in Tarakaj. Njegova snaha Abš hatun je bila leta 1263 poslana za vladarico v Širaz.

## Vojni pohodi
Za velikega kana Mongolskega cesarstva je bil leta 1251 izvoljen Hulegujev brat Möngke, ki je leta 1255 imenoval Huleguja za poveljnika  ogromne mongolske armade z nalogo, da osvoji ali uniči preostale muslimanske države v jugozahodni Aziji. Hulegu je na pohodu podjarmil  Lurs v jugozahodnem Iranu, uničil asasine in podjarmil ali opustošil Abasidski kalifat v Bagdadu, ajubidske države v Siriji s sedežem v Damasku in nazadnje še Mameluški sultanat v Egiptu. Mongke je Huleguju ukazal, da lepo ravna s tistimi, ki bi se mirno vdali, in kruto obračuna s tistimi, ki se ne bi. Hulegu je vestno izpolnjeval predvsem drugi del ukaza.
Hulegujeva vojska je bila verjetno največja kdaj zbrana mongolska vojska, saj so vanjo vpoklicali kar dve desetini za vojskovanje sposobnih mož v cesarstvu. Vojska je z lahkoto opustošila Lurs, asasini v neosvojljivi trdnjavi Alamut pa so sprejeli mongolske mirovne pogoje in se vdali brez boja, s čimer so rešili svoja življenja in življenja svojih podložnikov.

## Obleganje Bagdada (1258)
Hulegujeva mongolska armada je prišla pred Bagdad novembra 1257. Pred prihodom se je razdelila na dve vojski, ki sta oblegala mesto na vzhodnem oziroma zahodnem bregu Tigrisa. Hulegu je zahteval, da se mesto vda, kar je kalif Al Mustasim zavrnil. Kalifova vojska je odbila mongolsko vojsko, ki je napadala z zahoda, v naslednji bitki pa je bila poražena. Mongoli so porušili jezove in poplavili zaledje kalifove vojske in jo ujeli v past. Večina vojakov je bila pobita ali je utonila.
Na Hulegujevem osvajalskem pohodu po Bližnjem vzhodu je njegovo vojsko spremljalo več tisoč oddelkov saperjev iz severne Kitajske, ki so pod poveljstvom svojega generala Guo Kana 29. januarja 1258 začeli oblegati mesto. Zgradili je palisade in obrambni jarek in postavili oblegovalne stroje in katapulte. Obleganje je bilo po takratnih oblegovalnih standardih zelo kratko, saj so Mongoli že 5. februarja zasedli del obzidja. Kalif se je zatem poskušal pogajati, vendar so ga Mongoli zavrnili. 10. februarja se je Bagdad vdal. Mongoli so 13. februarja preplavili mesto in začelo se je teden dni trajajoče pustošenje. Bagdadska knjižnica, ki je posedovala ogromno dragocenih zgodovinskih dokumentov in knjig s področja medicine do astronomije, je bila uničena. Preživeli meščani so trdili, da je bil Tigris črn od črnila, ki ga je voda sprala iz knjig, pometanih v reko. Meščani so poskušali pobegniti, vendar jim to ni uspelo.
Točnega števila mrtvih ni mogoče ugotoviti. Najmanjše ocenjeno število je 90.000, največje pa se giblje od 200.000 do milijon.  Mongoli so najprej izropali in nato uničili mošeje, palače, knjižnice in bolnišnice. Vse velike zgradbe, ki so jih gradili več generacij, so požgali do tal. Kalifa so ujeli in ga prisilili da je gledal poboje svojih podložnikov in ropanje zakladov. Marko Polo v svoji knjigi Il milione trdi, da so kalifa izstradali do smrti, vendar za to ni nobenega dodatnega dokaza. Večina zgodovinarjev verjame mongolskim in muslimanskim poročilom, da so ga zavili v preprogo in nato nadenj spustili svoje konje, ker so verjeli, da zemlje ne sme oskruniti vladarska kri.  Razen enega so pobili vse kalifove sinove. Bagdad je bil več naslednjih stoletij mrtvo opustošeno mesto. Manjše države v regiji  so Huleguju  prisegle svojo lojalnost in preživele. Mongolska vojska je leta 1259 krenila proti Siriji, porazila Ajubide in poslala svoje izvidnice vse do Gaze.

## Osvojitev Sirije (1260)
Leta 1260 je mongolska vojska, podprta z vojskami njihovih krščanskih vazalov iz regije, vključno z armado armenskega Kilikijskega kraljestva pod Hetumom I. in Franki Bohemonda VI. Antioškega, napadla ajubidsko Sirijo in jo podjarmila. Zasedla je Alep in pod poveljstvom krščanskega generala Kitbuka 1. marca 1260 osvojila Damask. V mošeji v Damasku se je brala krščanska maša. Številne druge mošeje so bile oskrunjene. Veliko zgodovinskih virov opisuje triumfalen prihod krščanskih vladarjev Hetuma, Bohemonda in Kitbuka v Damask. Nekateri sodobni zgodovinarji so prepričani, da je zgodba izmišljena. Invazija Mongolov je uničila Ajubidsko dinastijo, ki je vladala velikemu delu Levanta, Egipta in Arabskega polotoka. Zadnjega ajubidskega vladarja An Nasirja Jusufa je Hulegu leta 1260 ubil. Z oslabitvijo islamskih središč v Bagdadu in Damasku se je center muslimanske moči prestavil v prestolnico Mameluškega sultanata Kairo.
Hulegu je nameraval nadaljevati pohod skozi Palestino  na jug proti Kairu in premagati Mameluke. Mameluškemu sultanu Kutuzu je poslal grozilno pismo z zahtevo, naj Kairo razglasi za odprto mesto in s tem prepreči uničenje, ki ga je doživel Bagdad. Ravno v tem času je Hulegu izvedel, da je Möngke umrl, zato se je moral kot njegov naslednik in možni veliki kan vrniti v Mongolijo na kurultaj, na katerem bi izvolili novega kana. Za seboj je pustil dva tumena (20.000 vojakov) pod poveljstvom svojega najljubšega generala, nestorijanskega kristjana Kitbuke. Ko je Kutuz izvedel za Hulegujev odhod, je v Kairu na hitro zbral veliko vojsko in napadel Palestino. Povezal se s kasnejšim sultanom Bajbarsom, ki se je želel maščevati Mongolom za zasedbo Damaska, opustošenje Bagdada in zasedbo Sirije. Mongoli so poskušali skleniti zvezo  z ostanki frankovskega Jeruzalemskega kraljestva s sedežem v Akonu, vendar je papež Aleksander IV. takšno zavezništvo prepovedal. Napetosti med Franki in Mongoli so se še povečale, ko je Julijan Sidonski povzročil nesrečo, v kateri je umrl eden od Kitbukovih vnukov. Besni Kitbuka je iz maščevanja oplenil Sidon. Akonski baroni, ki so se pogajali z Mongoli, so se hkrati pogajali tudi z Mameluki in pričakovali njihovo pomoč.  Mameluki so bili sicer tradicionalni sovražniki akonskih baronov, vendar so slednji v Mongolih videli bolj neposredno  grožnjo. Križarji so kljub temu, da so optirali z obema stranema in poskušali doseči svojo nevtralnost, dovolili mameluški vojski da je neovirano prešla palestinsko ozemlje in jo v taboru pri Akonu celo oskrbeli z vsem potrebnim.

### Bitka pri Ajn Džalutu
Ko je sultan Kutuz izvedel, da je mongolska vojska leta 1260  prešla reko Jordan, se je njegova večinoma egiptovska vojska obrnila proti jugovzhodu proti Ajn Džalutu (Golijatov studenec) v dolini Džezreel in se tam spopadla s približno 20.000 Mongoli. Bitka pri Ajn Džalutu je trajala več ur. Mameluški poveljnik Bajbar je s taktiko udari-in-pobegni večkrat poskušal zvabiti Mongole v zasledovanje. Bajbar in Kutuz sta glavnino svoje  vojske skrila v bližnjih hribih, kjer je v zasedi čakala na Mongole. Mongolski poveljnik Kitbuka, nervozen zaradi stalnih pobegov Bajbarjeve vojske, se je odločil, da se bo s celo vojsko odpravil za njimi. Ko so Mongoli prišli do višavja, so jih Mameluki obkolili s treh strani, Kutuz pa jih je napadel  od zadaj. Mameluška vojska naj bi štela od 24.000 do 120.000 mož. Mongoli so se prebili iz obroča in celo prešli v protinapad, vendar so bili številčno prešibki in njihov poraz je bil neiznežen. Skoraj cela mongolska vojska, ki je ostala v regiji, sključno s Kirbuko, je bila tisti dan pobita ali ujeta.  Bitka pri Ajn Džalutu je označila  konec mongolskih pohodov proti vzhodu in jugu.

## Državljanska vojna
Po izvolitvi brata Kublajkana za velikega kana Mongolov se je Hulegu leta 1262 vrnil domov. Ko je izvedel za poraz svoje vojske pri Ajn Džalutu, se je nameraval maščevati, vendar se je namesto tega zapletel v državljansko vojno z Batu kanovim bratom Berkejem. Berke kan se je  spreobrnil v islam in je po Hulegujevem opustošenju Bagdada obljubil maščevanje. Povezal se je z Mameluki in začel napadati Ilkanat. Hulegu se mu je za napade maščeval s poskusom vdora na Zakavkazje, kjer je  leta 1263 utrpel več težkih porazov.  Vojna je bila prvi resen konflikt med Mongoli in je pomenila konec enotnega Mongolskega cesarstva. Berke se je kljub temu, da je postal musliman, sprva upiral ideji, da bi se vojskoval s Hulegujem, in trdil, da bi »združeni Mongoli lahko osvojili ves svet«. Gospodarsko stanje v Zlati hordi zaradi delovanja Ilkanata ga je nazadnje prisililo, da mu je napovedal sveto vojno. Glavna razloga sta za vojno bil pohlep Ilkanata po  bogastvih severnega Irana in njegova zahteva, da Zlata horda ne prodaja sužnjev Mamelukom.

## Stiki z Evropo
Hulegu je večkrat poskušal navezati stike z Evropo, da bi utrdil frankovsko-mongolsko zavezništvo proti muslimanom. Leta 1262 je poslal svojega tajnika Rihaldusa z odposlanstvom k »vsem prekmorskim kraljem in knezom«. Zgleda, da se je njegov poskus ustavil sicilski kralj Manfred, ki je bil mameluški zaveznik in v sporu s papežem Urbanom IV. in Rihaldus se je  z ladjo vrnil domov.
10. aprila 1262  je Hulegu preko Ivana Ogra poslal pismo francoskemu kralju Ludviku IX. in mu ponudil zavezništvo. Ali je pismo prišlo do kralja, ni znano. Edini  znani ohranjeni izvod pisma je na Dunaju v Avstriji. Pismo na začetku omenja, da namerava Hulegu v papeževo korist zasesti Jeruzalem in prosi Ludvika, naj pošlje svoje ladjevje proti Mamelukom v Egiptu.
Niti Hulegu niti njegovi nasledniki niso uspeli skleniti zavezništva z Evropo, čeprav je bila v 13. stoletju mongolska kultura na Zahodu v modi. V Italiji so mnogo novorojenih otrok imenovali po mongolskih vladarjih, vključno s Hulegujem. Mednje so spadala na primer Can Grande (Veliki Kan), Alaone (Hulegu), Argone (Argun) in Cassanao (Gazan).

## Smrt
Hulegu je umrl leta 1265. Pokopan je bil na otoku Šahi na Urmijskem jezeru. Njegov pogreb je bil edini v Ilkanatu, na katerem so žrtvovali ljudi. Nasledil ga je sin Abaka kan.

## Zapuščina
Hulegu kan je bil ustanovitelj Ilkanata, ki je utrl pot kasnejši Safavidski dinastiji in sodobnemu Iranu. Njegova osvajanja so odprla Iran tako evropskim vplivom z zahoda kot kitajskim z vzhoda. Pod njihovimi vplivi in pokroviteljstvo njegovih naslednikov se je  razvila značilna odličnost v iranski arhitekturi. Med vladavino Hulegujeve dinastije so iranski zgodovinarji opustili arabščino in začeli pisati v perzijskem jeziku.